# Javna menora
Javna menora je velika menora koja se javno prikazana tokom jevrejskog praznika Hanuke. Obično se postavlja uoči proslave praznika i u cilju njegove popularizacije. Događaj je obično propraćen ceremonijom u jednoj od noći Hanuke gde poznati i ugledni gosti imaju časta paljenja menore..
Tradiciju javnog paljenja menore uspostavio je rabin Menahem Šnerson 1974. godine. Najistaknutija javna proslava menore održava se u Vašingtonu, a poznata je kao Nacionalna menora. Godine 2013. organizacija Habad organizovala je 15.000 javnih događaja i javnog prikazivanja menore.

## Spoljašnje veze
- Public Menorahs Around the Globe
- Javna menora na sajtu menorah.net
- The World's Largest Menorah